# Túmulo do Soldado Desconhecido (Paris)
O Túmulo do Soldado Desconhecido (francês: Tombe du Soldat inconnu) contém um soldado francês não identificado morto durante a Primeira Guerra Mundial.

## História
Ele foi enterrado sob o Arco do Triunfo em Paris, em 11 de Novembro de 1920, simultaneamente com um enterro semelhante de um soldado desconhecido britânico na Abadia de Westminster em Londres, fazendo com que ambos os túmulos fossem os primeiros a homenagear soldados sem identificação da Primeira Guerra Mundial. É o primeiro exemplo de um túmulo de soldado desconhecido.

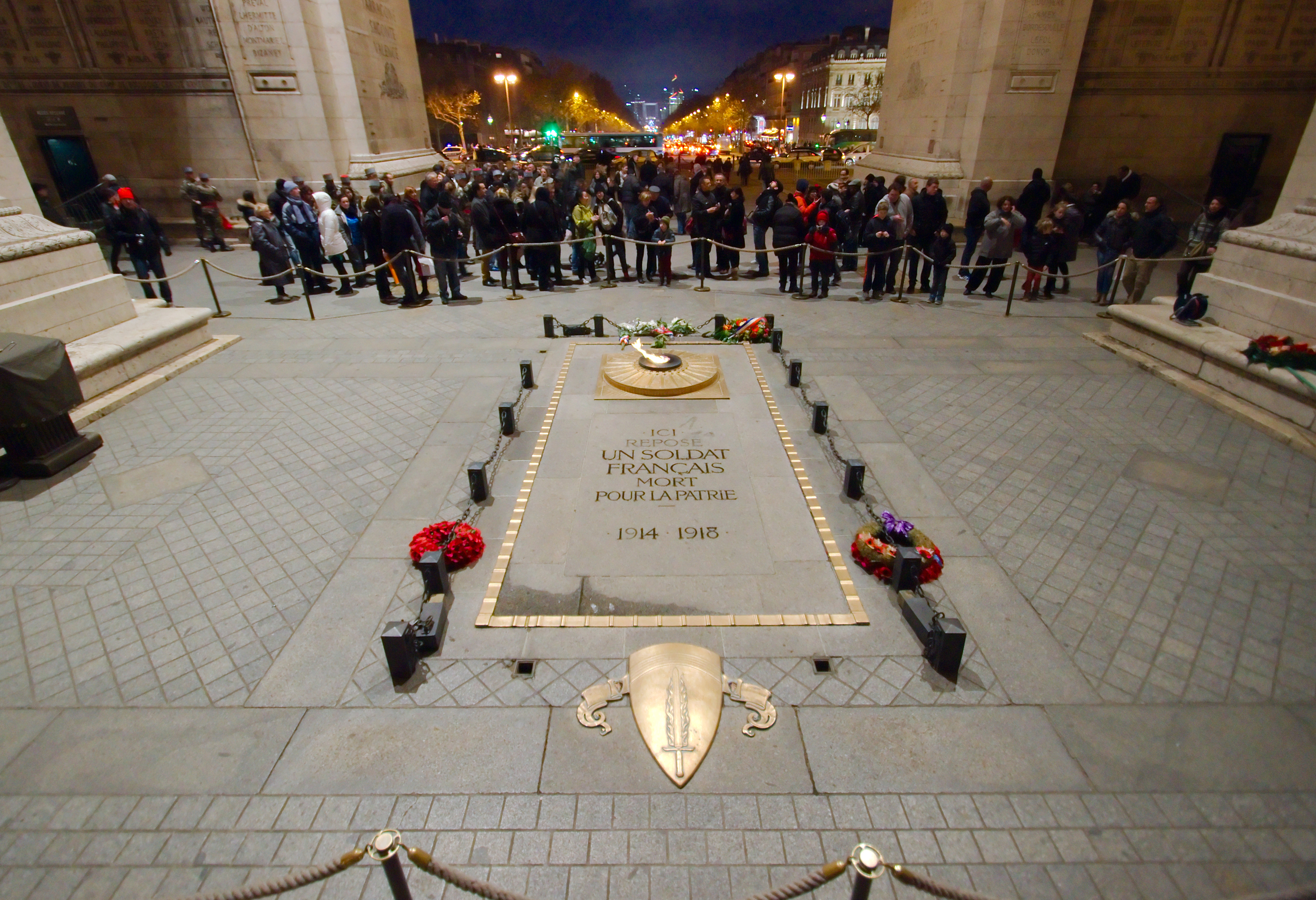
Túmulo do Soldado Desconhecido no Arco do Triunfo em Paris (“Ici repose un soldat français mort pour la Patrie, 1914-1918”).